# Rocca d'Ajello
La Rocca d'Ajello è un'antica fortezza dei duchi Da Varano, signori di Camerino fra il duecento e il cinquecento. Sorge su un'altura boscosa a poca distanza da Camerino e domina la valle tra Camerino e Castelraimondo.

## Storia e descrizione

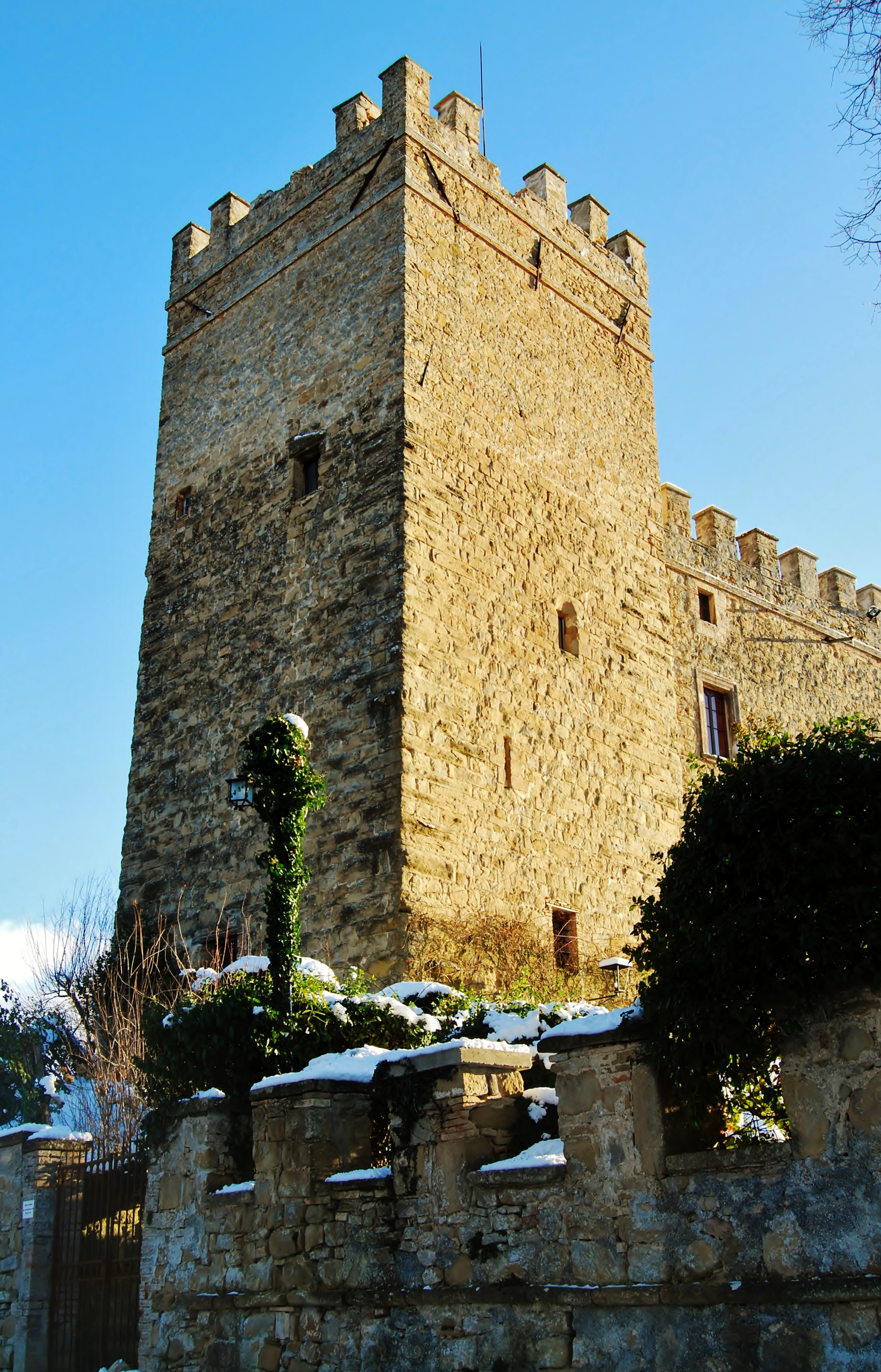
Rocca D'Aiello - particolare

Il nome Rocca d'Ajello forse deriva del latino "agellum" cioè "campicello": la fortezza sorge infatti a circa 400 m di altitudine su una collina da cui si domina il paesaggio circostante.
La struttura è composta da 2 torri con merlatura guelfa erette da Gentile I da Varano intorno al 1260, e da un corpo centrale aggiunto nel quattrocento da Giulio Cesare da Varano per utilizzare la fortezza come villa. Dopo la fine della signoria dei Varano, a metà del cinquecento, il castello passò allo Stato della Chiesa e quindi a varie famiglie fra cui i Massei dapprima, passò poi all'Orfanotrofio di Camerino, quindi fu acquistata dall'avvocato Bruschetti, che nella prima metà dell'Ottocento trasformò totalmente l'antico castello. Oggi appartiene al conti Vitalini Sacconi ed è utilizzata come struttura ricettiva.